# Pseudolimnophila (Pseudolimnophila) exsul
Pseudolimnophila (Pseudolimnophila) exsul is een tweevleugelige uit de familie steltmuggen (Limoniidae). De soort komt voor in het Afrotropisch gebied.